# Річниця революції (фільм)
«Річниця революції» (рос. Годовщина революции) — російський неігровий німий фільм 1918 року, змонтований режисером Дзиґою Вертовим із хронікальних матеріалів до першої річниці Жовтневого перевороту. Це дебютна стрічка режисера. Фільм довгий час вважали загубленим, проте 2018 року кінознавець Микола Ізволов відновив його у первозданному вигляді.
Спеціальний прем'єрний показ фільму провели 20 листопада 2018 року на Міжнародному фестивалі документальних фільмів в Амстердамі (IDFA).

## Сюжет
Фільм являє собою збірку хронікальних сюжетів із кіножурналів «Свободная Россия», «Кинонеделя» та інших. Сцени фільму зображають історію зміни влади в Російській імперії в період з лютого 1917 року до листопада 1918 року: це Лютнева революція, організація Тимчасового уряду, Державна нарада в Москві в серпні 1917 року, Жовтневий переворот у Петрограді, події жовтня того ж року в Москві, розгін Установчих зборів, Берестейський мир, початок Громадянської війни, захоплення Казані, поїздка Льва Троцького Волгою, перші трудові комуни. Частина фільму під назвою «Мозок радянської Росії» представляє галерею керівників держави того часу. В одному з епізодів фільму показаний Василь Чапаєв.

## Історія створення
Фільм створив Дзиґа Вертов, якому на той момент було 22 роки і він лише пів року працював у кіно — в кіножурналі «Кинонеделя». За словами Миколи Ізволова, картину створили «в рекордно короткі терміни, в умовах Громадянської війни, що розпочиналася, плівкового голоду, відсутності нормального фінансування».
Кінематографічний комітет Народного комісаріату освіти активно готується до майбутніх Жовтневих урочистостей. Комітет випускає грандіозну картину «Річниця революції». Картина захоплює всі основні моменти російської революції, повстання робітників у Петрограді, маніфестації, мітинги, портрети борців за свободу, похорон їх як на Марсовому полі в Петрограді, так і в Москві. Серед інших картин слід зазначити картину «Вороги Радянської влади та боротьба з ними».
На екрани фільм вийшов у листопаді 1918 року. У той час як звичайні фільми тоді випускали всього в 3—5 примірниках, «Річниця революції» вийшла тиражем у цілих 40 копій. У роки Громадянської війни літературно-інструкторський поїзд ВЦВК возив та показував фільм по всій країні. До початку 1920-х років позитивні копії «Річниці революції» стали непридатними, а негатив використали для інших кінохронікальних фільмів, що було звичною практикою в ті роки.
Наприкінці 1960-х років кінознавець Віктор Лістов намагався відтворити фільм, проте на той час ще не було знайдено докладного опису фільму. 2017 року Світлана Ішевська виявила афішу фільму у фонді Маяковського в Російському державному архіві літератури та мистецтва (РДАЛМ). На афіші були всі написи з фільму, які дали точне уявлення про кількість та послідовність фрагментів. Миколі Ізволову вдалося знайти в архівах усі фрагменти, поєднати їх, оцифрувати і провести постпродукцію. Роботу він проводив за сприяння Російського державного архіву кінофотодокументів (РДАКФД). За словами Ізволова, у підсумку фільм вдалося ідентифікувати «відсотків на 98».

## Відгуки
Сам Вертов казав про свій фільм так: «У першу річницю Жовтневої революції я повнометражним фільмом складав свій перший виробничий іспит».
Віктор Лістов назвав фільм Вертова «своєрідною кіноенциклопедією, зведенням унікальних кадрів, що розповідають про „ранок Рад“».
На думку Миколи Ізволова, Вертов, «сам того не очікуючи, <…> став першопрохідцем жанру „монтажного фільму“ — фільму, який робиться з хроніки». Аналогічно організатори IDFA називають стрічку «можливо, першим повнометражним документальним фільмом в історії» (англ. possibly the first feature-length documentary film ever made).